# Enrique Braun-Ortega
Pour les articles homonymes, voir Ortega.
 (septembre 2023).
Si vous disposez d'ouvrages ou d'articles de référence ou si vous connaissez des sites web de qualité traitant du thème abordé ici, merci de compléter l'article en donnant les références utiles à sa vérifiabilité et en les liant à la section « Notes et références ».
Enrique « Quito » Braun-Ortega (né le 31 octobre 1948 à Papeete en Polynésie française) est un chef d’entreprise, un ancien ministre et ancien conseiller de l’Assemblée territoriale de Polynésie française.

## Biographie
Élu à l’Assemblée territoriale de 1986 à 1991, ministre des finances de 1987 à 1988 avant de claquer la porte du gouvernement Léontieff, farouche opposant à Gaston Flosse à la fin des années 1980[réf. souhaitée], Quito Braun-Ortega est également connu pour ses multiples initiatives de chef d’entreprise,.